# Tetraidroberberina ossidasi
La tetraidroberberina ossidasi è un enzima appartenente alla classe delle ossidoreduttasi, che catalizza la seguente reazione:
(S)-tetraidroberberina + 2 O2 ⇄ berberina + 2 H2O2
L'enzima di Berberis sp. è una flavoproteina, mentre quello di Coptis japonica non lo è. Le (R)-tetraidroberberine non vengono ossidate.